# Amomum capsiciforme
Amomum capsiciforme är en enhjärtbladig växtart som beskrevs av Shao Quan Tong. Amomum capsiciforme ingår i släktet Amomum och familjen Zingiberaceae. Inga underarter finns listade i Catalogue of Life.